# Nico Abegglen
Nico Abegglen (Staad, 16 febbraio 1990) è un ex calciatore svizzero, di ruolo attaccante.

## Carriera
Ha giocato nella prima divisione svizzera.

## Palmarès

### Club

#### Competizioni nazionali
- Coppa del Liechtenstein: 2

Vaduz: 2013-2014, 2014-2015